# La Chapelle-Bâton (Viena)
La Chapelle-Bâton és un municipi francès situat al departament de la Viena i a la regió de la Nova Aquitània. L'any 2007 tenia 373 habitants.

## Demografia

### Població
El 2007 la població de fet de La Chapelle-Bâton era de 373 persones. Hi havia 173 famílies de les quals 45 eren unipersonals (28 homes vivint sols i 17 dones vivint soles), 76 parelles sense fills, 48 parelles amb fills i 4 famílies monoparentals amb fills.
La població ha evolucionat segons el següent gràfic:
Habitants censats

### Habitatges
El 2007 hi havia 234 habitatges, 170 eren l'habitatge principal de la família, 33 eren segones residències i 31 estaven desocupats. 231 eren cases i 3 eren apartaments. Dels 170 habitatges principals, 147 estaven ocupats pels seus propietaris, 16 estaven llogats i ocupats pels llogaters i 7 estaven cedits a títol gratuït; 1 tenia una cambra, 7 en tenien dues, 26 en tenien tres, 53 en tenien quatre i 83 en tenien cinc o més. 166 habitatges disposaven pel capbaix d'una plaça de pàrquing. A 81 habitatges hi havia un automòbil i a 67 n'hi havia dos o més.

### Piràmide de població
La piràmide de població per edats i sexe el 2009 era:
| Homes | Edats   | Dones |
| ----- | ------- | ----- |
| 0     | 95 o +  | 0     |
| 0     | 90 a 94 | 0     |
| 0     | 85 a 89 | 4     |
| 12    | 80 a 84 | 4     |
| 4     | 75 a 79 | 12    |
| 20    | 70 a 74 | 32    |
| 24    | 65 a 69 | 12    |
| 8     | 60 a 64 | 12    |
| 12    | 55 a 59 | 12    |
| 8     | 50 a 54 | 16    |
| 16    | 45 a 49 | 20    |
| 16    | 40 a 44 | 4     |
| 0     | 35 a 39 | 12    |
| 8     | 30 a 34 | 4     |
| 16    | 25 a 29 | 12    |
| 4     | 20 a 24 | 8     |
| 20    | 15 a 19 | 16    |
| 16    | 10 a 14 | 8     |
| 8     | 5 a 9   | 4     |
| 0     | 0 a 4   | 0     |

## Economia
El 2007 la població en edat de treballar era de 211 persones, 153 eren actives i 58 eren inactives. De les 153 persones actives 136 estaven ocupades (75 homes i 61 dones) i 18 estaven aturades (7 homes i 11 dones). De les 58 persones inactives 27 estaven jubilades, 14 estaven estudiant i 17 estaven classificades com a «altres inactius».

### Ingressos
El 2009 a La Chapelle-Bâton hi havia 174 unitats fiscals que integraven 362 persones, la mediana anual d'ingressos fiscals per persona era de 14.094 €.

### Activitats econòmiques
Dels 5 establiments que hi havia el 2007, 2 eren d'empreses de construcció, 1 d'una empresa de comerç i reparació d'automòbils, 1 d'una empresa de transport i 1 d'una empresa immobiliària.
Dels 2 establiments de servei als particulars que hi havia el 2009, 1 era una fusteria i 1 electricista.
L'any 2000 a La Chapelle-Bâton hi havia 39 explotacions agrícoles que ocupaven un total de 2.300 hectàrees.

## Equipaments sanitaris i escolars
El 2009 hi havia una escola elemental integrada dins d'un grup escolar amb les comunes properes formant una escola dispersa.

## Poblacions més properes
El següent diagrama mostra les poblacions més properes.